# Poo/Chuai Mad Noi
「Poo/Chuai Mad Noi」（プー／チュアイ マッ ノーイ）は、Neko Jumpの1枚目のシングル。2009年12月23日にスターチャイルドから発売された。Neko Jumpの日本でのデビューシングルであり、テレビ東京系アニメ『あにゃまる探偵 キルミンずぅ』の主題歌として用いられている。
もともとは、アニメのために作られた楽曲ではなく、タイでのデビューアルバム「Neko Jump」（2006年、日本未発売）に収録された曲で、日本でのデビューおよびアニメを放送するに当たって起用したものである。そのため、曲自体は基本的にタイ語のまま使われている。
ジャケットおよびレーベルには吉崎観音によるNeko Jumpのイラストが用いられているほか、『キルミンずぅ』のキャラクターデザイナー、相澤澄江が描きおろしたイラストを使用した、『キルミンずぅ』とのコラボレーション仕様の巻き帯もつけられた。

## 楽曲解説
Poo（ปู）/ プー 〜カニさんの悪夢〜（日本語詞版）
Pooとはタイ語で「カニ」の意味で、「ヘビが出てくる夢を見ると、運命の人に会えるらしい。でも私の夢には大きなカニしか出てこなくて怖い」という内容となっている。日本語版の歌詞はカニが出てくる夢を中心に据えた、セクシーなものとなっている。
日本でデビューするにあたり、日本版のプロモーションビデオが改めて作られている。
Chuai Mad Noi（ช่วยมัดหน่อย）/ 朝イチ大パニック！（日本語詞版）
Chuai Mad Noiはタイ語で「つなぎとめて」の意味で、「私の心がどこかに飛んで行ってしまった。もし見つけたならそれを捕まえていて」という内容となっている。
冒頭部などに「オハイヨーゴザイマス」という日本語がフィーチャーされており、日本語版の歌詞はこれを意識して「彼から告白されて頭が真っ白になってしまった。明日の朝までには心を決めないと…」という内容となっている。

## 収録曲
1. Poo
  - 作詞 - ゲーッシリラック・ニッタヤスット / 作曲 - ティチャーウッ・ブントン / 編曲 - ラウィ・ガンサナーラック
  - テレビアニメ『あにゃまる探偵 キルミンずぅ』オープニングテーマ
2. Chuai Mad Noi
  - 作詞 - ゲーッシリラック・ニッタヤスット / 作曲 - ティチャーウッ・ブントン / 編曲 - ラウィ・ガンサナーラック
  - テレビアニメ『あにゃまる探偵 キルミンずぅ』第1話 - 第29話、『キルミンずぅ+』第1話 - 第13話エンディングテーマ
3. プー 〜カニさんの悪夢〜
  - 作詞 - あさのまさひこ / 作曲 - ティチャーウッ・ブントン / 編曲 - ラウィ・ガンサナーラック
4. 朝イチ大パニック！
  - 作詞 - あさのまさひこ / 作曲 - ティチャーウッ・ブントン / 編曲 - ラウィ・ガンサナーラック
  - テレビアニメ『あにゃまる探偵 キルミンずぅ+』第14話 - 第24話エンディングテーマ
5. Poo（カラオケ）
6. Chuai mad noi（カラオケ）

## カバー
『あにゃまる探偵 キルミンずぅ』のイメージアルバム『あにゃまる探偵キルミンずぅ アソートCD (1) 』には、アニメの登場人物である御子神リコ（悠木碧）・リム（佐藤聡美）・ナギサ（安済知佳）による「Poo」「Chuai Mad Noi」のカバーバージョンが収録されている。